# Архиепархия Равенна-Червии

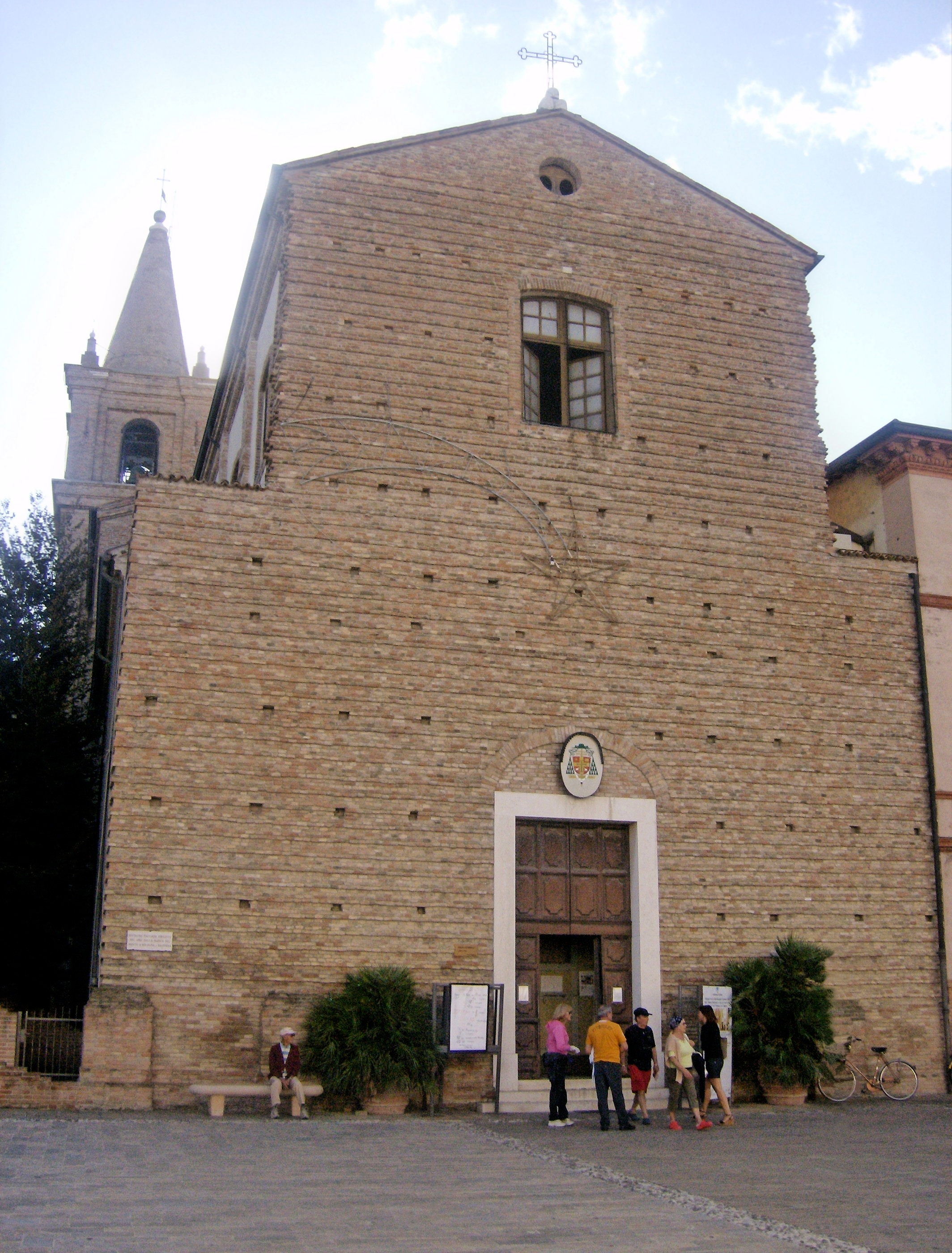
Собор Санта Мария Ассунта в Червии

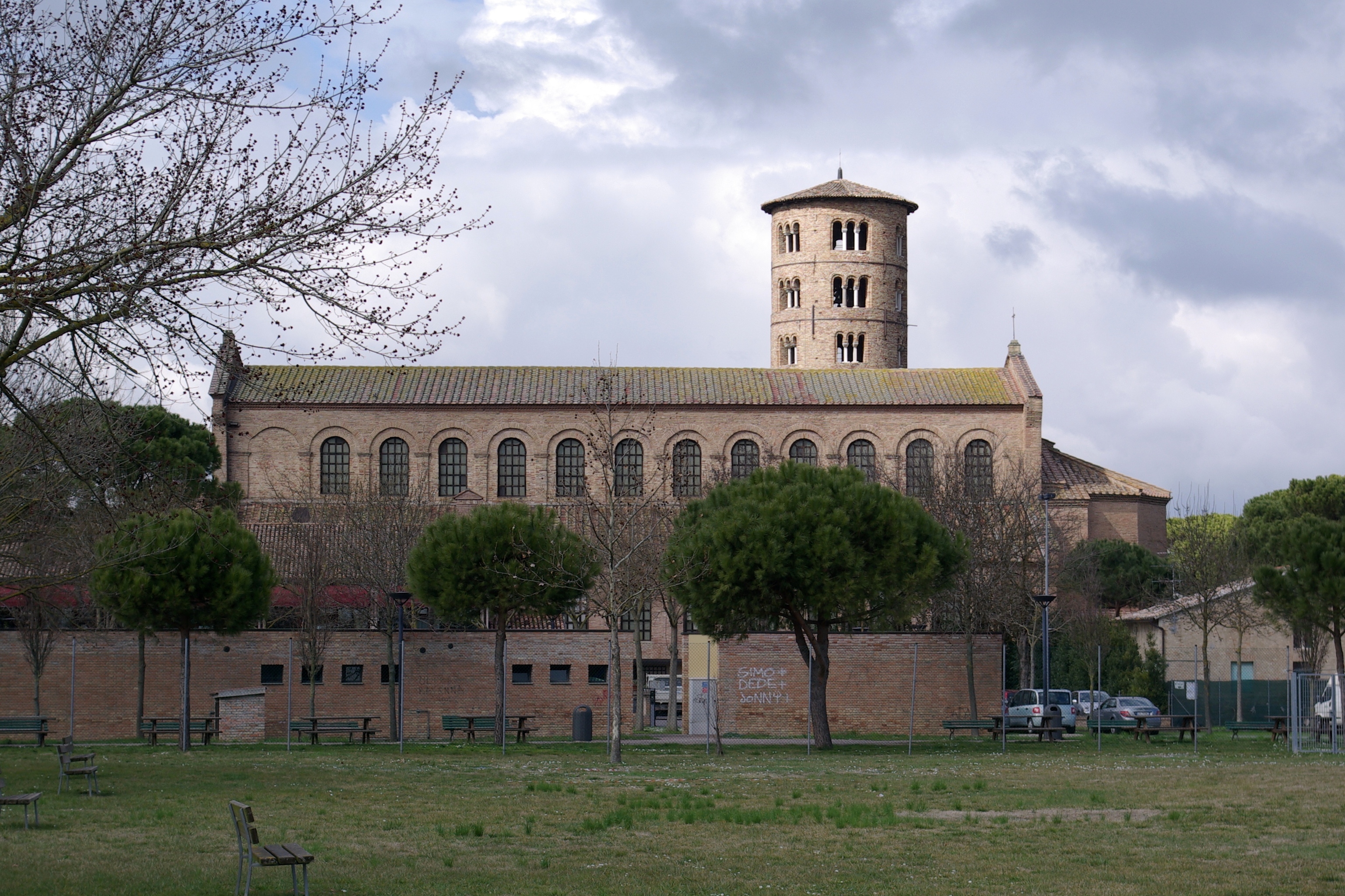
Базилика Святого Аполлинария в Классе

Архиепархия Равенна-Червии (лат. Archidioecesis Ravennatensis-Cerviensis, итал. Arcidiocesi di Ravenna-Cervia) архиепархия-митрополия Римско-католической церкви, входящая в церковную область Эмилия-Романья. В настоящее время архиепархией управляет архиепископ-митрополит Лоренцо Гиццони. Почетный архиепископ — Джузеппе Верукки.
Клир епархии включает 121 священника (91 епархиальных и 30 монашествующих священников), 6 диаконов, 35 монахов, 164 монахинь.
Адрес епархии: Piazza Arcivescovado 1, 48100 Ravenna, Italia.
Патронами архиепархии Равенна-Червии являются святой Аполлинарий Равеннский (23 августа) и святой Патерниан (13 ноября).

## Территория
В юрисдикцию епархии входят 89 приходов в коммуннах Эмилии-Романьи. Она охватывает две трети провинции Равенна (города Равенна и Червия, фракция Лавеццола в коммуне Конселиче) и треть провинции Феррара (коммуны Арджента и Протомаджоре). Фракции Фило и Лонгастрино на границе между двумя провинциями также входят в состав архиепархии.
Все приходы образуют 8 деканатов: Равенна (город), Классе (пригород), Марина ди Равенна, Меццано, Кампиано, Червия, Арджента и Протомаджоре.
Кафедра архиепископа-митрополита находится в городе Равенна в соборе Воскресения Христова. В городе Червия находится сокафедральный собор Санта Мария Ассунта.
В состав митрополии (церковной провинции) Равенна-Червия входят:
- Архиепархия Равенна-Червии;
  - Епархия Римини;
  - Епархия Сан-Марино-Монтефельтро;
  - Епархия Форли-Бертиноро;
  - Епархия Чезена-Сарсины.

## История

### Епархия Равенны
Епархия Равенны, вероятно, имеет очень древнее происхождение. Самым ранним свидетельством о присутствии христиан в Равенне является надпись конца II века на стеле, найденной в захоронении в Классе, пригороде Равенны. В Классе, древнем порте Равенны, находилась база флота Древнего Рима, которая охраняла восточную часть Средиземного моря. Вероятно, первыми христианами здесь были матросы, набранные в провинциях на Ближнем Востоке, где христианство уже было распространено. Раннехристианские захоронения (большой некрополь III—IV века) были обнаружены именно в Классе, недалеко от Базилики Святого Аполлинария, во время раскопок во второй половине XVIII века.
Существует предположение, что епархия Равенны была основана в Классе (Civitas Classis) в начале III века. Даже первая христианская церковь была построена в Классе, строительство которой было начато при святом Петре Хризологе в первой половине V века и завершено при его преемнике Неоне.
Первым архиереем Равенны, о котором свидетельствуют письменные источники, является Север, участник Вселенского Собора 343 года. Однако хронологический список архиереев Равенны начинается с первых лет проповеди христианства. Уже святой Петр Хризолог говорит о святом Аполлинарии, ученике святого апостола Петра, который пришёл в Равенну из Антиохии Сирийской и основал первую местную христианскую общину. Об этом же повествуется в работах Андрео Анджелло и в трудах равеннских летописцев с IX века.
В период между 430 и 440 годами, при Иоанне, прозванном Анджелопте из-за того, что он сподобился увидеть своего ангела-хранителя, епархия получила статус митрополии, под юрисдикцией которой оказалось четырнадцать городов. Известно, что архиепископ получал посвящение непосредственно от епископа Рима.
Архиепископы Равенны в последующие века пользовались широкой автономией по отношению к епископам Рима, да так, что в ряде случаев Папам приходилось их ограничивать. Так, Папа Симплиций угрожал лишить архиепископа Иоанна III права посвящать викарных епископов. Другой Папа, святой Григорий I Великий требовал исправления нравов от архиепископа Иоанна V и его клира.
В конце VI века территория архиепархии Равенны была включена в состав Византии. С этого времени архиереи Равенны стали поддерживать более тесные связи с Восточной Римской империей, утверждая большую независимость от епископов Рима. При епископе Мауро в 666 году император Констант II предоставил автокефалию Церкви в Равенне, освободив архиепархию из-под юрисдикции Церкви в Риме. Мауро, поддерживаемый императором Константом II, присоединился к ереси монофелитов. Мауро собирал в архиепархии клир, оппозиционный Святому Престолу. Его преемник Репарато не был хиротонисан в Риме. Другой епископ, Теодоро, не участвовал на соборе в Риме, избравшим новым Папой Агафона, и сильно ограничил привилегии духовенства архиепархии. Равенна и Константинополь имели настолько тесные отношения и взаимное влияние, что архиепископы даже пытались оказывать давление на самих императоров. В начале VIII века архиепископ Феличе был вовлечен в заговор против императора Юстиниана II, который вернулся на престол, ослепил его и сослал в Понт.
Архиепархия Равенны вошла в Византийский экзархат в 751 году после завоевания этой территории лангобардами. Папа Стефан II призвал на помощь короля Франции, Пипина Короткого, который победил лангобардов и пожертвовал эти территории Святому Престолу. Таким образом, бывший экзархат вошёл в состав Церкви в Риме, наряду с бывшими владениями Византии в северной и центральной Италии. Но архиепископы Равенны не признали авторитет Рима на своей территории и провозгласили нового главу экзархата. Отношения между Папой и архиепископами Равенны были особенно напряжёнными в 774—775 годах, когда архиепископ Леоне, который считал себя преемником византийских экзархов, не подчинился Папе, отказался признать права Святого Престола и на близлежащий Пентаполис.
Весь VIII век и до середины IX века архиереи Равенны искали поддержки у императоров Византии, а затем во Франции, где архиепископ Джорджо, однако, был заключен в тюрьму императором Карлом Великим. После 850 года архиепископ Иоанн вступил в конфликт с духовенством архиепархии и викарными епархиями Модены, Реджио, Пармы и Пьяченцы, наложив тяжёлые налоги и запретив общение с Церковью в Риме. Конфликт был завершен Папой Николаем I (858—867), который призвал в Рим архиепископа, и после его отказа, сам отправился в Равенну, где узнав о неприятии духовенством и народом архиепископа Иоанна, Папа запретил ему служение.
В IX—X веке Церковь в Равенне сблизилась к королями Германии, став «нравственной столицей» их государства. В 892 году Ламберто да Сполето был коронован Папой Формозом в Равенне императором Священной Римской империи. Архиереи Равенны пользовались уважением среди епископата Италии. В 910 году архиепископ Джованни да Тоссиньяно был избран Папой под именем Иоанна X.
25 декабря 983 года наследник престола Германии, Оттон III, ещё отроком был коронован в Ахене архиепископом Равенны, ввиду особых отношений между кафедрой Равенны и правившим домом.
Титул архиепископа Равенны возник в конце X века, при императоре Оттоне III и его кузене Папе Григории V, что было подтверждено последующими Папами и императорами. В 997 году на кафедру Равенны был назначен первый епископ-иностранец, француз Джерберто ди Ауриллак (Жильбер де Орильяк), бывший наставник Оттона III и аббат монастыря Боббио. Папа даровал архиерею гражданскую юрисдикции над Равенной и Червией, то есть на территории от устья По ди Примаро до Червии, включая графства Феррары, Комаккьо, Червии, Дечимано и Трасверсара.
В 999 году Джерберто ди Ауриллак также получил светскую власть над графствами Форли, Форлимпополи, Чезена, Сарсина и Монтефельтро. Таким образом, архиепархия Равенны простиралась от Адриатического моря до Альп. В том же году Оттон III, воспользовавшись привилегией императора, содействовал избранию своего наставника в Папы под именем Сильвестра II. В апреле 999 года, на кафедру Равенны взошёл архиепископ Леоне, юрисдикцию которого признали над собой не только епископства-суффраганства, но и графства.
В начале XI века архиепископ Арнольдо ди Сассония получил светскую власть над Равенной, Червией, Фаэнцей и Имолой. Во второй половине этого же века архиепископ Энрико встал на сторону антипапы Гонория II, за что был отлучен Папой Григорием VII. Его преемник Гвиберто был избран антипапой под именем Климента III.
Высокое положение архиереев Равенны подтверждает и тот факт, что епископ Гвальтьеро (1144), подписывался формулой, которая использовалась Папой Гонорием II. Если епископ Рима подписывался в официальных документах как «раб рабов Божиих, благодатью Божией Папа Римско-католической церкви», Гвальтьеро пользовался формулой: «Раб раба Божьега, благодатью Божией архиепископ Церкви в Равенне».
В XII веке кафедра Равенны постепенно утратила прежнее значение, вызванное, во-первых, вторжением на территорию Италии арабов-мусульман, во вторых, из-за постепенного подтопления гавани, но продолжала играть важную политическую роль во время борьбы между сторонниками папства и империи. В последующие века роль архиепископа Равенны сузилась до участия в борьбе между феодалами Романьи.
В 1357 году, с включением Романьи в Папское государство, была создана провинция Романья и экзархат Равенны. Столицей провинции стала Болонья, Равенна была объявлена резиденцией второй порядка. На папского легата и канцлера были возложены права и обязанности, которые до этого времени осуществляли архиепископы Равенны.
Бенедетто Аккольти в XVI веке был последним архиепископом Равенны, вступившим в конфликт с Папами. Кардинал Джулио делла Ровере в 1568 году основал епархиальную семинарию. Между тем, снижение значения кафедры Равенны было ускорено предоставлением кафедре Болоньи статуса митрополии-архиепархии.
В 1779 году семинария переехала в новое здание.
В 1860 году кардинал Энрико Орфеи был запрещен в служении в течение двух лет гражданским властями зарождающегося Королевства Италия.

### Епархия Червии
Кафедра Червии была основана в начале VI века или в последние годы V века. По преданию, первый епископ Геронтий был замучен после возвращения с Собора в Риме в 501 году. В древние времена Червия называлась Фикокле, город получил нынешнее название в 997 году.

### Объединение епархий
7 января 1909 году кафедры Равенны и Червии были объединены под управлением одного архиерея.
22 февраля 1947 года епархии были объединены по принципу aeque principaliter.
30 сентября 1986 года епархии были объединены окончательно в архиепархию Равенна-Червии.

## Ординарии архиепархии
Список епископов, занимавших кафедру в течение первых нескольких веков, открывается именем святого Аполлинария Равеннского, который был замучен в Классе, пригороде Равенны в 46 году. До 378 года кафедра находилась в Классе, откуда была перенесена в Равенну.

### Кафедра Равенны
| - Святой Аполлинарий (46 — 76); - Адерито (76); - Элеукадио (100); - Марчано (112); - Калоджеро (127—132); - Проколо (132); - Пробо I (142); - святой Дат (185); - Либерио I (206); - Агапито (206); - Марчеллино (283); - Святой Северо (320—344); - Либерио II (349); - Пробо II (351); - Фьоренцо (361); - Либерио III (374); - Святой Орсо (396); - Святой Пьетро I Хризолого (396—425); - Эзуперанцио (425—430); - Джованни Анджелопте (430); - Пьетро II (435); - Неоне (449); - Джованни II (477); - Джованни III (20.07.477 — 05.06.494); - Пьетро III (494); - Аурельяно (521); - Экклезио (522 — 27.07.532/533); - Святой Урсицин (533—536); - Витторе (546); - Максимиан (546—556); - Аньелло (22.06.556 — 569); - Пьетро IV (569); - Джованни IV (593); - Мариниано (595); - Джованни V (606); - Джованни VI (613); - Боно (648); - Мавр (642—671); - Репарато (671—677); - Теодоро (677—688); - Дамиано (688—705); - Святой Феликс (705—723); - Джованни VII (723—748); - Серджо (748—769); - Микеле — анти-епископ; - Леоне I (770—777); - Джованни VIII (777—784); - Грациозо (784—789); - Джованни IX (795—806); - Святой Валерио (806—810); - Мартино (810—817); - Петроначе (817); - Джорджо (835—846); - Деусдедит (847—850); - Джованни X (850—878); - Романо ди Кальчинария (878—888); - Доменико Ублателла (889—898); - Джованни XI (898—904); - Пьетро V (904—905); - Джованни XII (905—910) — избран папой римским под именем Иоанна X; - Теобальдо (910—914); - Костантино (914—920); - Онесто I (920—927); - Пьетро VI (927—971); - Онесто II (971—983); - Святой Джованни Винченцо (983—998); - Джерберто да Ауриллак (998 — 02.04.999) — избран Папой под именем Сильвестра II; - Леоне II (999—1001); - Фридрих Саксонский (1001—1004); - Этельберто (1004—1014) — анти-епископ; - Арнольдо ди Сассония (1014—1019); | - Эриберто (1019—1027); - Джебеардо да Эйхштатт (1027—1044); - Витджеро (1044—1046) — анти-епископ; - Унфридо да Эмбрах (1046—1051); - Энрико (1052—1072); - Гвиберто да Равенна (1072—1080) — избран Папой под именем Климента III; - Риккардо (1080—1119); - Оттоне Боккаторта — анти-епископ; - Джеремия — анти-епископ; - Филиппо — анти-епископ; - Гвальтьеро (1119 — 13.02.1144); - Мозе дель Броло (1144—1154); - Ансельм Хафельбергский (1155—1158); - Гвидо ди Бьяндрате (1159—1169); - Джерардо (1169—1190); - Гульельмо ди Кабриано (1191—1201); - Альберто Озеллетти (1202—1207); - Эджидио де Гарцони (1207—1208); - Убальдо (1208—1216); - Пичинино (1216); - Симеоне (1217—1228); - Тодерико (1228—1249); - Филиппо Фонтана (1251—1270); - Бонифачо Фиески (1274—1294); - Обиццо Санвитале (1295 — 12.09.1303); - Блаженный Ринальдо да Конкореццо (19.11.1303 — 18.08.1321); - Ринальдо да Полента (1321—1322); - Альмерико да Кастель Лучо (Эимерик де Шалю) (24.09.1322 — 13.05.1332) — назначен епископом Шартра; - Гвидо де Роберти (1332—1333); - Франческо Микьель (1333 — 25.09.1342) — назначен архиепископом Крита; - Никола Каналь (25.09.1342 — 23.95.1347) — назначен архиепископом Патрассо; - Фортаньер де Вассаль (24.10.1347 — 20.05.1351) — назначен патриархом Градо; - Фортаньер де Вассаль (20.05.1351 — 16.10.1361) — апостольский администратор; - Петрочино Казалеско (1362—1369); - Пьетро Пилео да Прата (23.01.1370 — 1387); - Козимо дей Мильорати (04.11.1387 — 19.06.1389) — назначен архиепископом Болоньи, после избран Папой под именем Иннокентия VII; - Козимо дей Мильорати (19.06.1389 — 15.09.1400) — апостольский администратор; - Джованни Мильорати (15.09.1400 — 16.10.1410); - Томмазо Перендоли (1411—1445); - Бартоломео Роверелла (26.09.1445 — 09.01.1475); - Филиазио Роверелла (09.01.1475 — 1516); - Никколо Фиески (1516—1517); - Урбано Фиески (1517 — 23.01.1524); - Пьетро Аккольти (15.06.1524 — 1524) — апостольский администратор; - Бенедетто Аккольти Младший (17.08.1524 — 21.09.1549); - Рануччо Фарнезе (11.10.1549 — 28.04.1564) — апостольский администратор, назначен апостольским администратором Болоньи; - Джулио делла Ровере (06.03.1566 — 03.09.1578); - Кристофоро Бонкомпаньи (15.10.1578 — 03.10.1603); - Пьетро Альдобрандини (15.09.1604 — 10.02.1621); - Луиджи Каппони (03.03.1621 — 1645); - Лука Торриджани (18.09.1645 — 12.12.1669); - Палуццо Палуцци Альтьери дельи Альбертони (19.05.1670 — 19.02.1674); - Фабио Гвиниджи (19.02.1674 — 28.08.1691); - Раймондо Ферретти (09.01.1692 — 24.03.1719); - Джироламо Криспи (16.12.1720 — 17.03.1727); - Маффео Никколо Фарсетти (14.04.1727 — 07.02.1741); - Фердинандо Ромуальдо Гвиччьоли (05.04.1745 — 07.11.1763); - Никколо Одди (20.02.1764 — 25.05.1767); - Антонио Кантони (28.09.1767 — 02.11.1781); - Антонио Кодронки (14.02.1785 — 22.02.1826); - Кьяриссимо Фальконьери Меллини (03.07.1826 — 02.04.1859); - Энрико Орфеи (23.03.1860 — 22.12.1870); - Винченцо Моретти (27.10.1871 — 22.09.1879); - Джакомо Каттани (22.09.1879 — 14.02.1887); - Себастьяно Галеати (23.05.1887 — 25.01.1901); - Агостино Гаэтано Рибольди (15.04.1901 — 25.04.1902); - Святой Гвидо Мария Конфорти (09.06.1902 — 12.10.1904); - Паскуале Морганти (14.11.1904 — 18.12.1921). |  |

### Кафедра Червии
| - Святой Геронтий (501—504); - Северо (упоминается в 595); - Буоно (упоминается в 649 и 650); - Адриано (упоминается в 853); - Джованни I (858—881); - Стефано (упоминается в 967 и 969); - Леоне (997—1017); - Буоно II (упоминается в 1061); - Лучидо (упоминается в 1066); - Буоно III (1069—1080); - Ильдебрандо (упоминается в 1080); - Джованни II (упоминается в 1109); - Пьетро I (упоминается в 1120); - Анджело (упоминается в 1122); - Пьетро II (1130—1151); - Манфредо (1163); - Альберто I (1166); - Уго (1174); - Теобальдо (1187); - Альберто II (1199); - Симеоне (1209—1217) — назначен архиепископом Равенны; - Рустико (упоминается в 1224); - Джованни III (1229—1233); - Джакомо (1254); - Убальдо (1256—1260); - Джованни V (1260—1264); - вакантно (1264—1266); - Томмазо (09.06.1266 — 1270); - Теодорико де Боргоньони (1270 — 24.12.1298) — доминиканец; - Антонио (1299—1306) — францисканец; - Маттео (1307—1317); - Гвидо Дженнари (1317); - Франческо (1320—1324); - Джерардо (16.07.1324 — 1329); - Эзуперанцио Ламбертацци (1329—1342); - Адриано (1343); - Гваданьо де Майоли (1344) — францисканец; - Джованни Пьячентини (1346); - Теодорико (1362); - Бернардо Гваскони (1370); - Джованни Вивенци (1381 — 29.08.1382) — августинец-еремит; - Гульельмо Алидози (1382); - Джованни VI (1383); | - Пино дельи Орделаффи (1394); - Паоло (1402); - Майнардино (1413) — анти-епископ; - Кристофоро да Сан Марчелло (02.03.1431 — 21.11.1435) — назначен епископом Римини; - Антонио Коррер (1435—1440) — апостольский администратор; - Пьетро Барбо (01.07.1440 — 10.06.1451) — апостольский администратор; - Исидоро (10.06.1451 — 1455) — апостольский администратор; - Франческо Порци (1455) — доминиканец; - Акилле Марескотти (09.01.1475 — 21.11.1485); - Томмазо Катанеи (12.12.1485 — 1515); - Пьетро Фиески (1515—1525); - Паоло Эмилио Чези (1525 — 23.03.1528) — апостольский администратор; - Оттавио Чези (23.03.1528 — 1534); - Паоло Эмилио Чези (1534—1534) — апостольский администратор (вторично); - Джанандреа Чези (1534); - Шипьоне Сантакроче (1545—1576); - Оттавио Сантакроче (1576—1582); - Лоренцо Кампеджи (1582 — 06.11.1585); - Дечо Аццолино (15.11.1585 — 09.10.1587); - Аннибале де Паоли (1587); - Альфонсо Висконти (08.02.1591 — 10.09.1601) — назначен епископом Сполето; - Бонифацио Бивилакква Альдобрандини (10.09.1601 — 07.04.1627); - Джанфранческо ди Гвиди Баньо (17.05.1627 — 16.04.1635) — назначен епископом Риети; - Франческо Мария Мерлини (02.09.1635 — 1644); - Помпонио Спрети (08.01.1646 — 15.11.1652); - вакантно (1652—1655); - Франческо Гери (1655—1661); - Ансельмо Дандини (26.06.1662 — 1664); - Джероламо Сантолини (1665—1667); - Джанфранческо Риккамонти (09.04.1668 — 17.04.1707) — бенедиктинец; - Камилло Спрети (1709—1727); - Гаспаре Пиццоланти (1727) — кармелит; - Джамбаттиста Донати (02.06.1766 — 1792); - вакантно (1792—1795); - Бонавентура Гаццола (1 июня 1795 — 21 февраля 1820) — францисканец-риформат, назначен епископом Монтефрасконе и Комето; - Креспино Джузеппе Маццотти (1820 — 02.11.1825); - Иньяцио Джованни Кадолини (03.07.1826 — 30.09.1831) — назначен епископом Фолиньо; - Мариано Бальдассаре Медичи (17.12.1832 — 1833) — доминиканец; - Инноченцо Кастракане дельи Антальминелли (1834 — 12.02.1838) — назначен епископом Чезены; - Гаэтано Баллетти (12.02.1838 — 11.05.1842); - Джоаккино Тамбурини (22.07.1842 — 13.10.1859); - Джованни Монетти (23.05.1860 — 1877); - Федерико Фоски (20.03.1877 — 1908); - Паскуале Морганти (07.01.1909 — 18.12.1921). |  |

### Кафедра Равенны и Червии
- Антонио Лега (18.12.1921 — 16.11.1946);
- Джакомо Леркаро (31.01.1947 — 19.04.1952) — назначен архиепископом Болоньи;
- Эджидио Негрин[итал.] (24.05.1952 — 04.04.1956) — назначен епископом Тревизо;
- Сальваторе Бальдассарри (03.05.1956 — 22.11.1975);
- Эрсилио Тонини (22.11.1975 — 30.09.1986) — назначен архиепископом Равенны и Червии.

### Кафедра Равенна-Червии
- Эрсилио Тонини (30.09.1986 — 27.10.1990);
- Луиджи Амадуччи[итал.] (27.10.1990 — 09.03.2000);
- Джузеппе Верукки[итал.] (9 марта 2000 — 17 ноября 2012);
- Лоренцо Гиццони (с 17 ноября 2012).

## Статистика
На конец 2010 года из 223 121 человек, проживающих на территории епархии, католиками являлись 200 000 человек, что соответствует 89,6 % от общего числа населения епархии.
| год  | население | население | население | священники | священники        | священники         | священники                           | постоянные диаконы | монахи  | монахи  | приходы |
| год  | католики  | всего     | %         | всего      | белое духовенство | черное духовенство | число католиков на одного священника | постоянные диаконы | мужчины | женщины | приходы |
| ---- | --------- | --------- | --------- | ---------- | ----------------- | ------------------ | ------------------------------------ | ------------------ | ------- | ------- | ------- |
| 1950 | 172.500   | 173.639   | 99,3      | 153        | 129               | 24                 | 1.127                                |                    | 24      | 320     | 74      |
| 1969 | ?         | 200.000   | ?         | 171        | 132               | 39                 | ?                                    |                    | 49      | 503     | 77      |
| 1980 | 215.900   | 227.000   | 95,1      | 162        | 114               | 48                 | 1.332                                |                    | 51      | 450     | 88      |
| 1990 | 207.000   | 210.000   | 98,6      | 137        | 105               | 32                 | 1.510                                | 4                  | 40      | 334     | 86      |
| 1999 | 203.000   | 210.300   | 96,5      | 129        | 95                | 34                 | 1.573                                | 5                  | 43      | 256     | 89      |
| 2000 | 208.270   | 215.570   | 96,6      | 123        | 97                | 26                 | 1.693                                | 5                  | 35      | 237     | 89      |
| 2001 | 208.270   | 211.587   | 98,4      | 115        | 87                | 28                 | 1.811                                | 5                  | 32      | 230     | 89      |
| 2002 | 211.000   | 211.380   | 99,8      | 130        | 102               | 28                 | 1.623                                | 5                  | 32      | 230     | 89      |
| 2003 | 211.000   | 230.320   | 91,6      | 125        | 96                | 29                 | 1.688                                | 3                  | 34      | 210     | 89      |
| 2004 | 211.000   | 230.320   | 91,6      | 119        | 90                | 29                 | 1.773                                | 4                  | 34      | 235     | 89      |
| 2010 | 200.000   | 223.121   | 89,6      | 121        | 91                | 30                 | 1.652                                | 6                  | 35      | 164     | 89      |